# 杰克逊 (阿拉巴马州)
杰克逊（英文：Jackson），是美国阿拉巴马州下属的一座城市。面积约为15.64平方英里（约合40.51平方公里）。根据2010年美国人口普查，该市有人口5,228人，人口密度为334.27/平方英里（约合129.05/平方公里）。